# David Jiříček
David Jiříček (* 28. November 2003 in Klatovy) ist ein tschechischer Eishockeyspieler, der seit November 2024 bei den Minnesota Wild aus der National Hockey League (NHL) unter Vertrag steht und parallel für deren Farmteam, die Iowa Wild, in der American Hockey League (AHL) spielt. Zuvor war der Verteidiger etwa eineinhalb Jahre in der Organisation der Columbus Blue Jackets aktiv, die ihn im NHL Entry Draft 2022 an sechster Position ausgewählt hatten.

## Karriere
David Jiříček begann seine Karriere im Nachwuchs des HC Klatovy, bevor er als 13-Jähriger in den Juniorenbereich des HC Plzeň 1929 wechselte. Mit 16 Jahren debütierte er in der tschechischen Extraliga. Beim CHL Import Draft 2020 wurde er von den Spokane Chiefs in der ersten Runde an insgesamt 54. Position gezogen, blieb aber in der westböhmischen Bierstadt. Während des NHL Entry Draft 2022 wählten ihn die Columbus Blue Jackets als insgesamt sechsten Spieler aus. Nachdem er umgehend mit einem Einstiegsvertrag ausgestattet worden war, kam er zunächst überwiegend bei Columbus’ Farmteam, den Cleveland Monsters, in der American Hockey League zum Einsatz und wurde 2023 in das AHL Top Prospects Team der AHL gewählt. Er absolvierte in seinem ersten Jahr in Nordamerika aber auch bereits vier Spiele für die Blue Jackets in der National Hockey League (NHL).
Im weiteren Verlauf gelang es dem Tschechen allerdings nicht, sich dauerhaft im NHL-Aufgebot der Blue Jackets zu etablieren, sodass er im November 2024 samt einem Fünftrunden-Wahlrecht im NHL Entry Draft 2025 an die Minnesota Wild abgegeben wurde. Im Gegenzug erhielten die Blue Jackets Daemon Hunt, ein Erstrunden-Wahlrecht im Draft 2025, je ein Dritt- und Viertrunden-Wahlrecht im Draft 2026 sowie ein Zweitrunden-Wahlrecht im Draft 2027. Das Erstrunden-Wahlrecht ist dabei „Top Five Protected“, verschiebt sich also automatisch um ein Jahr nach hinten, falls es sich unter den ersten fünf Plätzen befindet.

### International
Im Jahr 2021 nahm Jiříček mit der U18-Auswahl Tschechiens an der U18-Weltmeisterschaft teil. Es folgten Einsätze in der U20-Auswahl bei den Weltmeisterschaften 2021, 2022 und 2023, als er als bester Verteidiger auch in das All-Star-Team des Turniers gewählt wurde und mit Tschechien Vizeweltmeister wurde. 
Für die tschechische Herrenauswahl spielte er bei der Weltmeisterschaft 2022 und gewann die Bronzemedaille.

## Erfolge und Auszeichnungen
- 2021 Rookie des Jahres der Extraliga
- 2022 AHL-Rookie des Monats Dezember
- 2023 Teilnahme am AHL All-Star Classic
- 2023 AHL Top Prospects Team

### International
- 2022 Bronzemedaille bei der Weltmeisterschaft
- 2023 Silbermedaille bei der U20-Weltmeisterschaft
- 2023 Bester Verteidiger der U20-Weltmeisterschaft
- 2023 All-Star-Team der U20-Weltmeisterschaft

## Karrierestatistik
Stand: Ende der Saison 2024/25

### International
Vertrat Tschechien bei:
| - U20-Junioren-Weltmeisterschaft 2021 - U18-Junioren-Weltmeisterschaft 2021 - abgebr. U20-Junioren-Weltmeisterschaft 2022 | - Weltmeisterschaft 2022 - U20-Junioren-Weltmeisterschaft 2022 - U20-Junioren-Weltmeisterschaft 2023 |

(Legende zur Spielerstatistik: Sp oder GP = absolvierte Spiele; T oder G = erzielte Tore; V oder A = erzielte Assists; Pkt oder Pts = erzielte Scorerpunkte; SM oder PIM = erhaltene Strafminuten; +/− = Plus/Minus-Bilanz; PP = erzielte Überzahltore; SH = erzielte Unterzahltore; GW = erzielte Siegtore; 1 Play-downs/Relegation; Kursiv: Statistik nicht vollständig)